# Contea di Longyou
La contea di Longyou (龙游县S) è una contea della Cina, situata nella provincia dello Zhejiang.
Nel suo territorio si trova la pagoda di Huzhen ( 湖镇 舍利塔 ; Húzhèn Shèlìtǎ) e le Grotte di Longyou ( 衢州 龙游 石窟 ; Qúzhōu Lóngyóu shíkū)